# Megachile multidens
Megachile multidens là một loài Hymenoptera trong họ Megachilidae. Loài này được Fox mô tả khoa học năm 1891.